# القرون (الشغادرة)

تعديل مصدري - تعديل

القرون هي إحدى قرى عزلة البجالية بمديرية الشغادرة التابعة لمحافظة حجة، بلغ تعداد سكانها 932 نسمة حسب تعداد اليمن لعام 2004.